# Knol
Knol là một dự án của Google với mục đích tập hợp các bài viết của người dùng về nhiều chủ đề được phân loại, theo Google nó bao gồm "từ các khái niệm khoa học cho tới thông tin về y học, từ lịch sử, địa lý cho đến lĩnh vực giải trí, từ thông tin về các sản phẩm cho tới cách sửa chữa...." Đây cũng là sản phẩm trí tuệ của phó chủ tịch về công nghệ của Google Udi Manber, được công bố vào ngày 13 tháng 12 năm 2007 và bắt đầu mở cửa bản beta từ ngày 23 tháng 7 năm 2008 với vài trăm bài viết đã có sẵn.
Theo Manber, những trang viết Knol là "thứ đầu tiên mà những người đang lần đầu tìm hiểu về chủ đề này muốn đọc". Thuật ngữ knol được Google định nghĩa là một "unit of knowledge" (đơn vị kiến thức), có lẽ bắt nguồn từ từ tiếng Anh "knowledge", là tên gọi chung cho cả dự án và mỗi bài viết trong dự án này. Một số chuyên gia nhìn nhận Knol như một nỗ lực của Google nhằm hoàn thiện cho Wikipedia, trong khi một số người khác thì muốn tìm ra những điểm khác biệt của hai dự án hay cho rằng Knol sẽ là đối thủ của Wikipedia.

## Nội dung
Những knol về cơ bản là những bài viết bày tỏ quan điểm, với tác giả chính là người dùng, chứ không chỉ dựa hoàn toàn vào những tin nguồn đã được xuất bản:
Google nói rõ, "Vì lẽ các tác giả của knol có rất nhiều quyền lợi, knol là một diễn đàn tuyệt vời để bạn bày tỏ quan điểm của mình."
Một knol có thể có những đánh giá khôi hài, hay những ý kiến hài hước, ví dụ như một đoạn nhại lại một bài viết của Wikipedia.  Knol không yêu cầu các bài viết phải che đậy các khía cạnh của vấn đề, hay phải hoàn hảo, hoặc thậm chí phải đúng ngữ pháp; Knol không phải là một bách khoa thư do đó không có các liên kết để giải thích từng chủ đề được đề cập trong một bài viết.
Khi đưa vào hoạt động, Knol đã có sẵn vài trăm bài viết, hầu hết thuộc lĩnh vực sức khỏe và y học. Mỗi knol đều được mặc định đánh dấu bản quyền công cộng Creative Commons, nhưng các tác giả có thể lựa chọn sự bảo vệ quyền tác giả truyền thống.  Bản quyền mặc định này hiện chưa rõ có tương thích với Giấy phép Tài liệu Tự do GNU được dùng trong Wikipedia hay không. Tất cả người dùng đều phải đăng nhập một tài khoản của Google trước khi viết bài. Knol cũng có những chính sách về những nội dụng được hay không được chấp nhận trong dự án has. Những nội dung về khỏa thân có mục đích phù hợp được cho phép (ở đa số các quốc gia), nhưng nếu là nội dung khiêu dâm, phục vụ thương mại hay các trường hợp khác sẽ đều bị cấm. Những nội dụng gây tranh cãi hay quá khích cũng bị cấm. Nội dung nhằm ủng hộ cho kinh doanh hay các sản phẩm được phép, nhưng những bài viết có nội dung vu vơ, không xác thực hay nhằm mục đích quảng bá thu lợi nhuận đều bị cấm.
Người đọc có thể đánh giá, viết bình luận, hay góp ý về bài viết. Có thể có nhiều bài viết về cùng một chủ đề, mỗi bài được viết bởi một tác giả khác nhau. Google tin tưởng việc tác giả được nhiều người biết tới sẽ khuyến khích người dùng làm cho nội dung trang web tốt hơn." Manber cho biết Google hy vọng "knols sẽ thu được các quan điểm cũng như những góc nhìn của các tác giả, những người sẽ đưa danh tiếng của họ lên cao " và các tác giả sẽ có thể đưa hình quảng cáo vào các knol của họ, từ đó có thể được chia sẻ một phần lợi nhuận từ những quảng cáo đó. Manber cũng cho biết "Google trong bất cứ trường hợp nào sẽ không đóng vai trò biên soạn, và sẽ không viết hay hỗ trợ bất cứ một nội dung nào. Mọi công việc biên soạn và chỉnh lý đều thuộc về các tác giả."
Giống như Wikipedia, Knol không hoạt động theo các liên kết ngoài. Knol sử dụng một tiền tố chỉ dẫn ở phân đoạn đầu của HTML.

## Giai đoạn khởi đầu

### Sự cạnh tranh
Knol được xem như vừa là một đối thủ cạnh tranh của các từ điển bách khoa trực tuyến như Wikipedia và Scholarpedia vừa là một sự bổ sung cho Wikipedia, hình thức hoạt động của Knol chỉ ra nhiều thiếu sót của Wikipedia. Tổ chức phi lợi nhuận Wikimedia, sở hữu Wikipedia và các dịch vụ từ các dự án Wikipedia, đã chào đón Google Knol như sau "Càng có nhiều nội dung miễn phí và bổ ích, thì càng tốt cho thế giới" Trong khi các bài viết của Wikipedia được viết dưới chính sách "những cách nhìn có quan điểm trung lập", Knol lại nhấn mạnh vào sự thông thái của tác giả bằng cách nêu rõ nguồn tác giả và, giống như những bài viết được cung cấp trên Squidoo, HubPages, oondi.com, hay Helium.com, knol sẽ bao gồm những quan điểm cá nhân của tác giả. Ngoài ra tác còn có thể cho hiển thị những quảng cáo của Google trên bài viết riêng của họ. Từ đó họ có thể kiếm được một khoản tiền nhất định từ việc ăn chia doanh thu quảng cáo với Google. Bất chấp lời hưởng ứng chính thức từ Wikipedia và những khác biệt về hình thức, chủ tịch tổ chức Quỹ hỗ trợ Wikimedia vẫn bày tỏ sự quan tâm đến những mối đe dọa tiềm tàng từ Knol đối với Wikipedia trong cuộc cạnh tranh nó sẽ tạo ra. Sau khi phiên bản beta của Knol đi vào hoạt động, giám đốc sản phẩm phụ trách Knol của Google Cedric Dupont đã trả lời trước những ý kiến cho rằng Google có ý định biến Knol thành một "sát thủ Wikipedia", "Google rất vui mừng trước những thành công to lớn của Wikipedia. Bất cứ ai cố gắng hủy hoại nó cũng sẽ làm tổn thương chúng tôi"." Thời báo New York lưu ý đến những sự tương tự trong thiết kế giữa Knol và Wikipedia, như phông chữ giống nhau. Nhưng Dupont cho biết đó chỉ đơn giản là sự trùng hợp ngẫu nhiên vì đó là phông chữ thường xuyên được sử dụng.
Từ hình thức của Knol, một số ý kiến lại cho rằng Knol trông giống About.com hơn là Wikipedia. Theo Wolfgang Hansson, một cộng tác viên của tờ DailyTech, Knol có thể đã có kế hoạch sáp nhập với About.com. Hansson cho biết có thông tin từ một vài nguồn được giữ kín nói rằng Google đang có kế hoạch thâu tóm About.com, nhưng ban điều hành About.com biết rằng Google định sẽ chuyển đổi mô hình của About.com sang mô hình mang dáng dấp wiki. Điều đó đồng nghĩa với việc phần lớn hay tất cả 500 người thuộc đội ngũ "Guides" (người hướng dẫn) của About.com sẽ bị sa thải.